# Еднотипни кораби
Кораби от един и същи тип, също така еднотипни кораби или систършип ( на английски: Sister ship ) са кораби (съдове) от един тип, т.е. разработени по един проект, близки по състав на въоръженията, техническите средства, външен вид, устройство, водоизместимост и срокове на построяването.
В САЩ, например, е приета система, когато типичният военен кораб с определени негови основни показатели, се утвърждава от Конгреса, след което той става главен кораб в неговия клас, и по тези утвърдени основни показатели се строят последващите кораби в класа, а самият клас получава названието на първия кораб. Според руската класификационна система класовете в западното им разбиране се наричат „тип“ и обратно. Също така някои британски „класове“ според имената на корабите се наричат „типове“ според номерата на серията.
През 2006 г. Международната морска организация приема резолюцията MSC/Circ.1158, която дава определение за критериите на термина еднотипни кораби (съдове) :
- тези, които са построени на една корабостроителница и по един проект;
- разлика във водоизместимостта на главния натоварен и напълно комплектован кораб (съд) трябва да бъде в пределите на от 1 до 2 %, в зависимост от дължината на съда.

Сред най-известните кораби от един тип са:
- пътническите лайнери на британската компания White Star Line: „Олимпик“, „Титаник“ и „Британик“ ;
- немските линейни кораби „Тирпиц“ и „Бисмарк“ от типа „Бисмарк“ ;
- американските линейни кораби „Айова“ (USS Iowa (BB-61)), „Ню Джърси“ (USS New Jersey (BB-62)), „Мисури“ (USS Missouri (BB-63)) и „Уисконсин“ (USS Wisconsin (BB-64) ) от типа „Айова“ ;
- круизните лайнери на компанията Royal Caribbean International: „Explorer of the Seas“, „Adventure of the Seas“, „Mariner of the Seas“, „Voyager of the Seas“ и „Navigator of the Seas“.